# Louise Übermasser

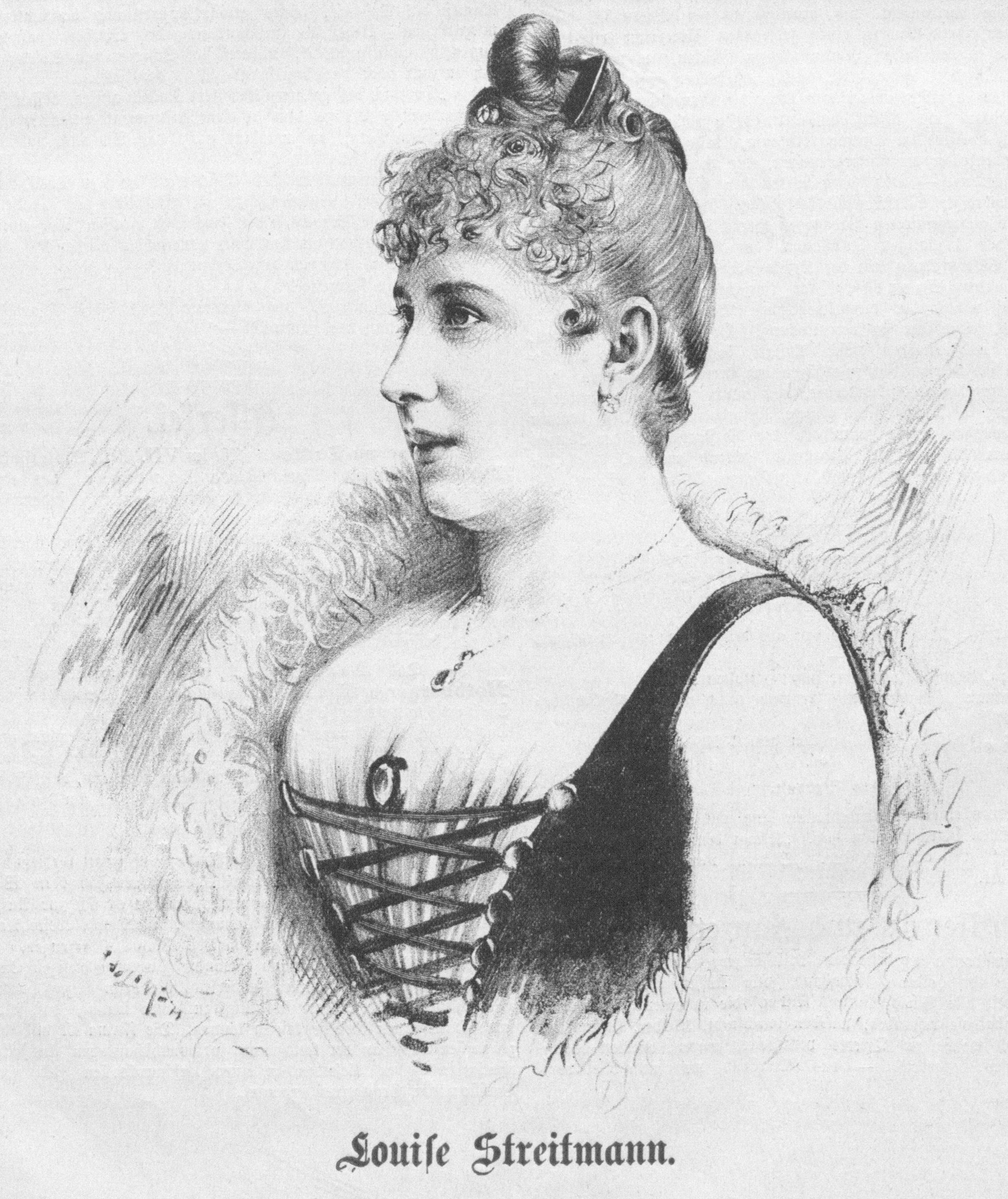
Louise Übermasser (1890)

Louise Übermasser, eigentlich Aloisia Elisabeth Übermaßer, ab 1882 Streitmann, ab 1889 Pauli, ab 1895 Schacherl, ab 1902 Charlé, ab 1912 Kary (30. März 1862 in Wien – 9. Februar 1939 ebenda), war eine österreichische Kinderdarstellerin, Theaterschauspielerin, -leiterin, Sängerin und Gesangslehrerin.

## Leben
Übermasser soll bereits im Alter von fünf Jahren die Bühne am Strampfertheater betreten haben. Später war sie in Kinderrollen am Theater an der Wien und am Carltheater beschäftigt, wo sie in Monsieur Alphons gewisses Aufsehen erregte.
Später war sie am Stadttheater bei Heinrich Laube am Stadttheater engagiert. Ab 1882 war sie sowohl in der Operette wie im Schau- und Lustspiel in Prag tätig. 1885 schied sie aus dem Engagement und kam ans Theater an der Wien. Danach lebte sie in Graz. Einige Jahre später trat sie als erste Soubrette am Theater in der Josefstadt auf, leitete für kurze Zeit (1892) das Alexanderplatz-Theater in Berlin, dann betätigte sie sich wieder auf dem Gebiete der Soubrettenpartien und war nochmals Mitglied des Theaters in der Josefstadt. Auch danach wirkte sie als Schauspielerin.
Im Dezember 1882 heiratete sie Karl Streitmann in Prag. Die Ehe wurde bereits zwei Jahre später geschieden, was einige weitere Prozesse bedingte. In zweiter Ehe war sie zwischen 1895 und 1904 mit dem Schauspieler Gustav Schacherl (ab 1902 Charlé), in dritter Ehe ab 1912 mit dem Unternehmer Dagobert Berthold Kary verheiratet. Bereits im Jahr darauf reichte sie die Scheidung ein.